# Ancestors
Ancestors es un EP de Edith Frost, lanzado en 1997 por Island Records y Trade 2.

## Lista de canciones
Todas las canciones fueron escritas por Edith Frost.
Todas las canciones escritas y compuestas por Edith Frost. 
| N.º | Título                | Duración |  |
| 1.  | «Ancestors»           |          |  |
| 2.  | «Secrets»             |          |  |
| 3.  | «Cold and on My Mind» |          |  |

## Personal
- Edith Frost – voz, guitarra, producción
- Kramer – bajo, sintetizador, producción, ingeniería
- Deborah Moore – arte